# 1978年波士頓紅襪隊球季
1978年波士頓紅襪隊球季是紅襪隊美國職棒大聯盟成軍以來的第78個球季。經過162場正規賽事後，紅襪隊和紐約洋基隊於美國聯盟東區並列第一，戰績都是99勝63敗。於是兩隊進行了一場決勝加賽，但紅襪隊最後以4比5輸球，因此最終本季99勝64敗告終，落後給洋基隊一場勝差，後者最終在1978年世界大賽中勝出。

## 延伸閱讀
- . This Great Game.   [2018-09-27]. （原始内容存档于2020-07-10）.
- Finn, Chad. . Boston.com. 2018-09-27  [2018-09-27]. （原始内容存档于2020-11-29）.

## 外部連結
- Home opener news coverage （页面存档备份，存于） from WNAC-TV (April 14, 1978)
- 1978 Boston Red Sox team page at Baseball Reference （页面存档备份，存于）
- 1978 Boston Red Sox season at baseball-almanac.com （页面存档备份，存于）